# 바우첸 강화

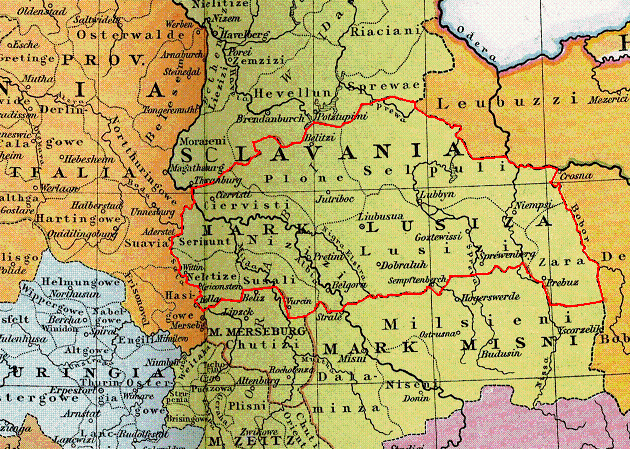

바우첸 강화(독일어: Frieden von Bautzen; 폴란드어: Pokój w Budziszynie; 고지 소르브어: Budyski měr)는 1018년 1월 30일 신성 로마 황제 하인리히 2세와 폴란드의 볼레스와프 1세 흐로브리가 루사티아와 밀체네란트, 보헤미아, 모라바, 슬로바키아 등을 두고 공방을 벌인 독일-폴란드 전쟁을 종결짓기 위해 체결한 조약이다.
볼레스와프는 오토 3세와 매우 밀접한 친분 관계를 맺고 있었고, 오토 3세가 죽은 오토 3세의 지지자였던 메이센 후작 에카르드 1세를 하인리히 2세의 주장에 맞서 신성 로마 황제로 지지하려고 했다. 1002년 오토 3세가 황제로 즉위하고 에카르드가 사망하자 볼레스와프는 에카르드가 메이센에 가지고 있던 영역과 루사티아 변경을 정복했다. 하인리히가 독일 내에서 자신의 위치를 공고하게 한 뒤, 볼레스와프가 루사티아 및 밀체네란트를 차지하는 대신 하인리히를 신성 로마 제국의 황제로 인정한다는 합의가 이루어졌다.
그러나 볼레스와프에 대한 암살 시도가 실패하였고, 볼레스와프는 이 암살이 하인리히가 사주한 것이라 보고 강화가 체결되자마자 바로 전투를 재개했다. 볼레스와프는 모라바와 슬로바키아를 획득한 뒤 보헤미아를 점령했다. 전투 동안 볼레스와프는 하인리히에 반대하는 신성 로마 제국 귀족들과 손을 잡았고, 하인리히는 슬라브족 이교도 폴라비아 슬라브족이었던 루티치의 지원을 모색했다. 1013년 메르제부르크에서 중재 강화가 맺어졌고, 이 강화에서 영토에 대한 양측의 상황을 유지하기로 합의했다. 볼레스와프는 모라바와 슬로바키아를 차지하고, 자로미르가 보헤미아의 통치자가 되었다. 또한 볼레스와프는 하인리히의 이탈리아 원정을 지지하기로 합의했다. 볼레스와프가 이 합의 조건을 무시하고 하인리히 2세의 이탈리아 적군들을 지지하자 전쟁이 재개되었다.
하인리히 2세는 볼레스와프 1세를 무지를 수 없었고, 결국 1018년 바우첸에서 폴란드 공작에게 루사티아 변경과 밀체네란트를 맡기기로 합의했다. 또한 하인리히는 1018년 여름 볼레스와프 1세의 루테니아 원정을 지원하기로 약속했고, 폴란드 대공이 루테니아 루브라 일부를 병합하고 키예프를 점령할 수 있도록 독일 및 헝가리 군대 일부를 파견하였다.

## 같이 보기
- 독일-폴란드 전쟁